# Baureihe 628
De Baureihe 628 en 629 is een tweedelig dieselhydraulisch treinstel voor het regionaal personenvervoer van de Deutsche Bundesbahn (DB).

## Geschiedenis
Het treinstel werd in de jaren 1970 ontworpen voor de toenmalige Deutsche Bundesbahn door het Bundesbahn-Zentralamt München, samen met Waggonfabrik Uerdingen, ter vervanging van de Baureihe 795 en Baureihe 798, ook wel Uerdinger Schienenbus genoemd. Ook moesten deze treinen de Baureihe 515 vervangen.

### 628.0
De treinen van de protoserie 628.0 werden door de Deutsche Bundesbahn (DB) sinds 1974 ingezet op het traject van de Außerfernbahn tussen Garmisch-Partenkirchen en Kempten (Allgäu) Hbf. Deze treinen hadden twee motoren en werden doorlopend genummerd en gekoppeld, bijvoorbeeld: 628 001 + 628 011, enz.
In 1980 werden voor de ontwikkeling van de Baureihe 628.1 proeven gehouden met gebruik van sterke motoren. Hiervoor werd uit de treinen 628 006, 628 016, 628 007 en 628 017 de motor gedemonteerd en in de aangekoppelde treinen 628 021, 022, 023 en 024 een sterke motor gemonteerd.
In 1984-85 werden de Scharfenbergkoppelingen door buffers met schroefkoppelingen vervangen.
In die tijd verhuisden de treinen 628 004/014, 628 005/015, 628 009/019 en 628 010/020 naar Betriebswerk Brunswijk.

#### KM (Polen)
Op 1 januari 2005 begon Koleje Mazowieckie (KM) met regionaal personenvervoer rond Warschau. Voor de niet-geëlektrificeerde trajecten werden 5 treinen van dit type als VT 628 van de DB Regio overgenomen.

### 628.1

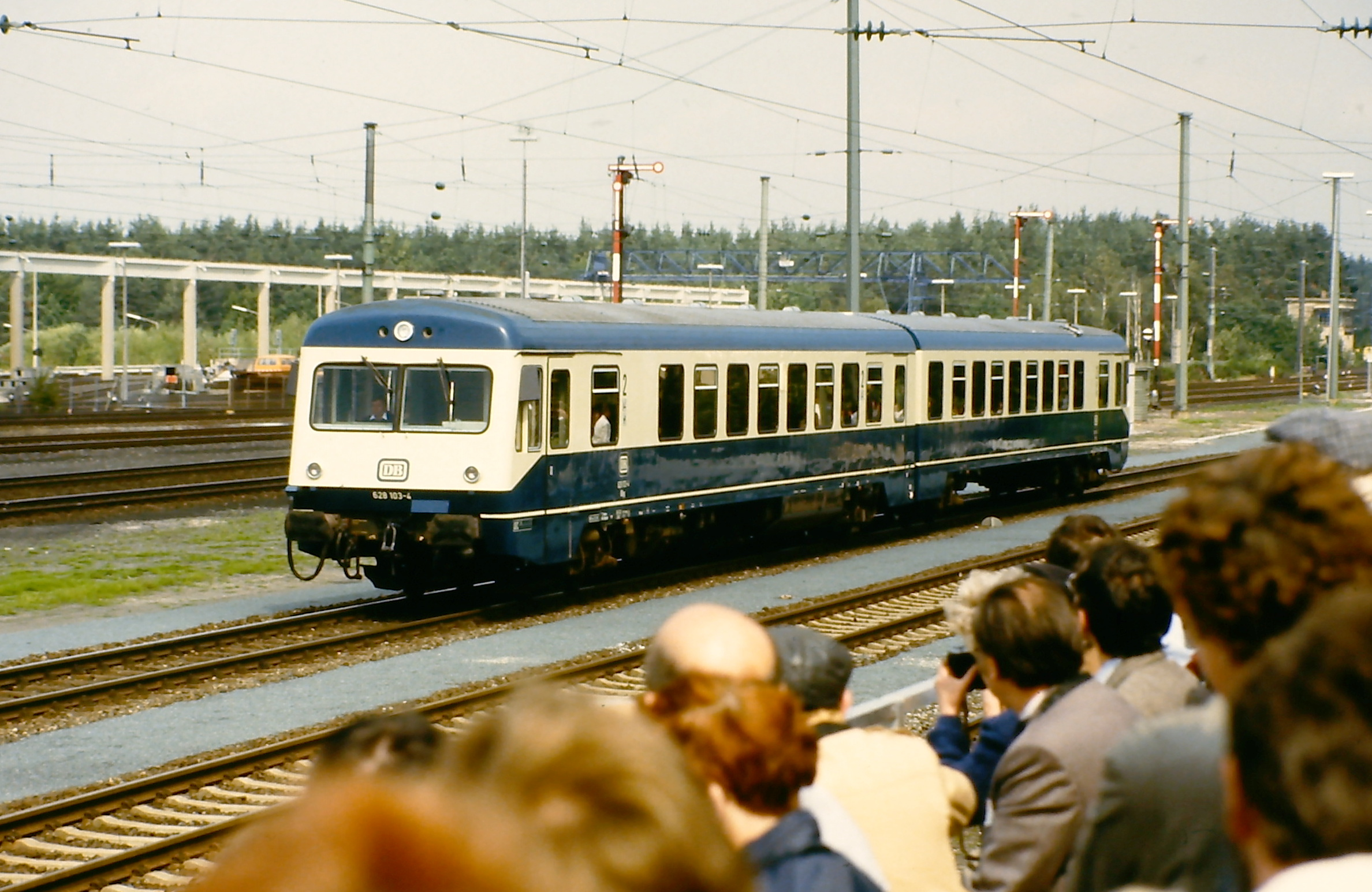
628 103

Deze treinen bestaan uit een motorwagen met een motorloos stuurstandrijtuig van de Baureihe 928.1.

### 628.4
Deze treinen bestaan uit een motorwagen met een motorloos stuurstandrijtuig van de Baureihe 928.4. Bij deze treinen werden de beide balkons bij de overgang vergroot en werd een grotere deur per richting gemonteerd. Tegenover deze deur in het stuurstandrijtuig bevindt zich een toilet met gesloten opvangsysteem.

#### CFL (Luxemburg)
Tijdens de bouw werden twee treinen van het type 628 aan de Chemins de fer luxembourgeois (CFL) verkocht. Het gaat hierbij om de treinen 628 505 – 928 505 en 628 506 – 928 506

#### Arriva (Tsjechië)
DB dochteronderneming Arriva Tsjechië heeft 3 treinstellen voor de treindienst Benešov – Praag – Kralup aan de Moldau per 9 december 2012 aangeschaft. Deze treinstellen worden vernummerd in de serie 845 001 – 945 001 t/m 845 003 – 945 003.

### 628.9 + 629
Deze treinen bestaan uit twee motorwagens: een van de Baureihe 628.9 en een van de Baureihe 629. De Baureihe 628.4 was hiervoor de basis. Bij deze treinen werden de beide balkons bij de overgang vergroot en grotere deuren gemonteerd.

#### CFR (Roemenië)
Tijdens de bouw werden twee treinen van het type 628.9 + 629 aan de Căile Ferate Române (CFR) verkocht. Het gaat hierbij om de 98 0001 + 98 0501 en de 98 0002 + 98 0502

#### Train de Charlevoix (Canada)
Sinds de zomer van 2013 worden twee van de eenmotorige prototypes 628.1/928.1 (als stel 1023/1026 en stel 1031/1034) die oorspronkelijk in 1981 werden geleverd, gebruikt voor toeristenvervoer bij de vervoerder Train de Charlevoix tussen Quebec en La Malbaie. In 2019 werd het treinstel 628/928 219 toegevoegd als stel 2195/2198.

## Nummering
- 628.0: 628 001 – 628 011, 628 010 – 628 020, 628 021 – 628 022, 628 023 – 628 024
- 628.1/.2/.4: 628 101 – 928 101, 628 103 – 928 103, 628 201 – 928 201, 628 350 – 928 350, 628 401 – 928 401, 628 504 – 928 504, 628 507 – 928 507, 628 704 – 928 704
- 628.9 / 629: 628 901 – 629 001, 628 905 – 629 005

## Constructie en techniek
Deze trein is opgebouwd uit een stalen frame van geprofileerde platen. De draaistellen zijn vervaardigd door Wegmann. De wielen hebben een kleinere diameter dan gebruikelijk. Bij de treinen van de serie 628.0 werden de Scharfenbergkoppelingen vervangen door schroefkoppelingen. De treinen van de serie 628.1-4 werden daarmee al direct uitgerust. Deze treinen kunnen tot zes eenheden gecombineerd in treinschakeling rijden. De treinstellen zijn uitgerust met luchtvering.

## Navolging
Op basis van de Baureihe 628 werd voor Denemarken en Nederland soortgelijk dieselhydraulisch materieel ontwikkeld:
- voor de Danske Statsbaner (DSB) de tweedelige treinstellen van de serie MR;
- voor de Nederlandse Spoorwegen (NS) de motorrijtuigen en treinstellen die bekendstaan als Wadlopers.

## Treindiensten
Deze treinen worden/werden door de Deutsche Bahn (DB) ingezet op de volgende trajecten.

### Beieren
Voormalige inzet:
- RB: Außerfernbahn, Garmisch-Partenkirchen – Kempten (Allgäu) Hbf
- S2: Altomünster - Dachau

Huidige inzet:
- RB: Rosenheim - Grafing (Inn) - Mühldorf (Inn)
- RB: Grafing - Ebersberg - Wasserburg (Inn)
- RB: Prien am Chiemsee - Aschau
- RB: Mühldorf (Inn) - Garching - Freilassing - Salzburg
- RB: Mühldorf (Inn) - Garching - Traunstein
- RB: Traunstein - Traunreut
- RB: Traunstein - Siegsdorf - Ruhpolding
- RB: Traunstein - Waging
- RB: Mühldorf (Inn) - Passau
- RB: Mühldorf (Inn) - Landshut
- RB: Neufahrn - Bogen - Straubing
- RB: Mühldorf (Inn) - Burghausen
- RB: Mühldorf (Inn) - Simbach (Inn)
- RB: Landshut - Salzburg Hbf

### Brandenburg
- RB 66: Angermünde – Stettin DB Regio Nordost 628.4
- RE 3: Angermünde – Schwedt DB Regio Nordost 628.4, alleen ma-vr
- RE: (Belzig –) Potsdam – Stettin DB Regio Nordost 628.4, als toeristische verbinding "Stettiner Haff"

### Nedersaksen
Huidige inzet:
● RB 76: Verden (Aller) – Rotenburg(Wümme) EVB 628.4 (VT 150 & 151)
Voormalige inzet:
- RB: Lüneburg – Dahlenburg – Dannenberg Ost RB SH 628.2 & 628.4
- RB: Uelzen – Wittingen – Gifhorn – Braunschweig DB Regio NDS 628.4
- RB: Bremen – Langwedel (Weser) – Soltau – Uelzen DB Regio NDS 628.4 > (tot 11.12.2011)
- RB: Buchholz – Soltau – Walsrode – Bennemühlen (– Hannover) DB Regio NDS 628.4 > (tot 11.12.2011)
- RB: Rotenburg – Verden DB Regio NDS 628.4, alleen ma-vr
- RB: Braunschweig – Wolfenbüttel – Schöppenstedt DB Regio NDS 628.4
- RB: Salzgitter-Lebenstedt – Braunschweig DB Regio NDS 628.4
- RB: Braunschweig – Wolfenbüttel – Vienenburg – Bad Harzburg DB Regio NDS 628.4
- RB: Bad Harzburg – Goslar DB Regio NDS 628.4
- RB: Braunschweig – Wolfenbüttel – Vienenburg – Goslar DB Regio NDS 628.4

### Noordrijn-Westfalen
Voormalige inzet:

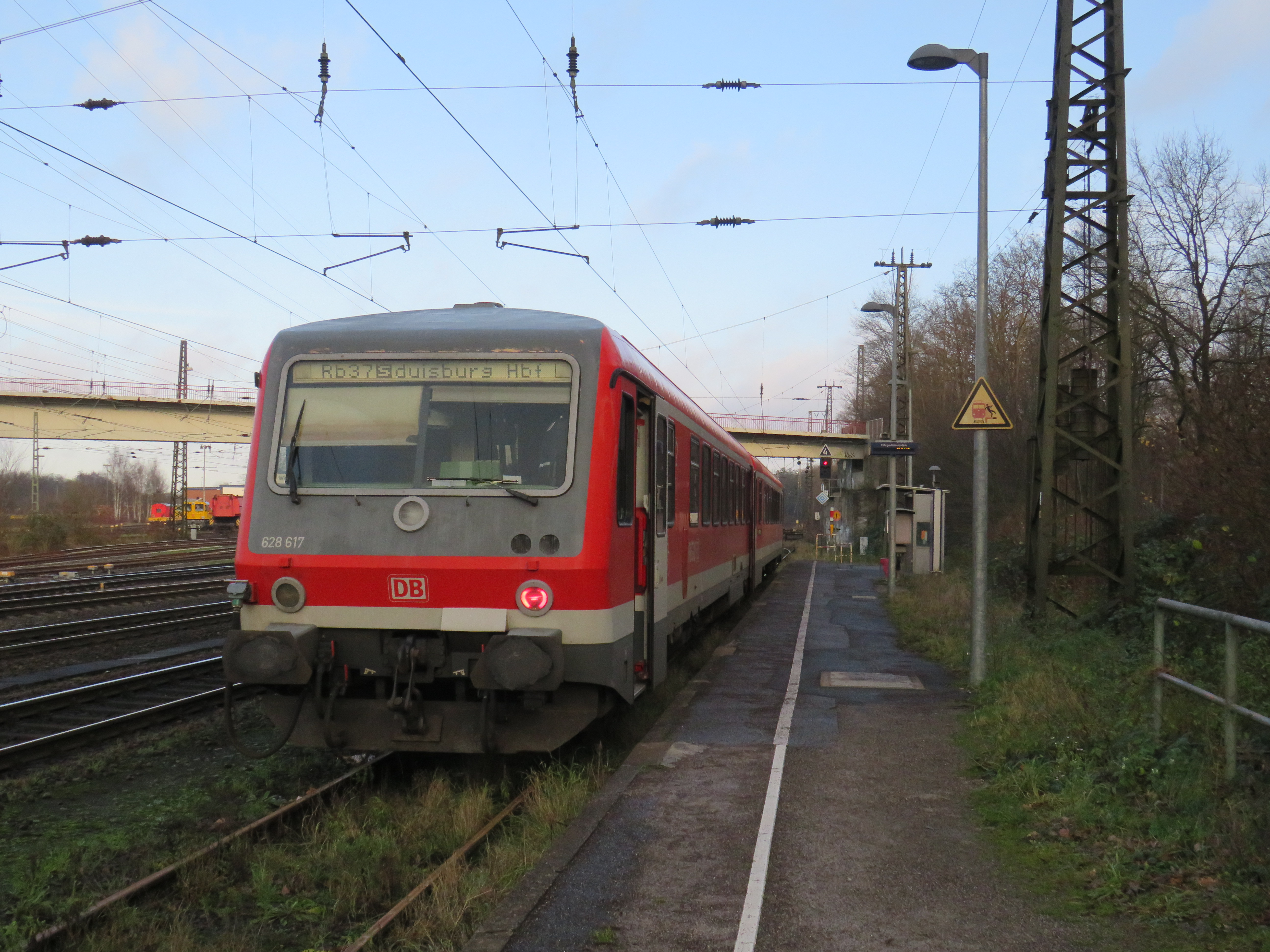
628 617 als RB 37 te Duisburg-Entenfang

- RE 17: Sauerland-Express, Hagen – Schwerte – Bestwig – Brilon Wald – Warburg / Willingen 1-3 x 628.4 (Vervangen door Talent VT 644, rijdt gemengd met VT 612)
- RE 22: Eifel-Express Köln Messe/Deutz - Gerolstein / Trier (Met ingang van dienstregeling 2015 vervangen door DB Vareo)
- RB 32: Bocholter, Wesel - Bocholt (Met ingang van dienstregeling 2017 vervangen door Abellio Lint41)
- RB 34: Eifel-Bahn, Köln Messe/Deutz - Euskirchen / Kall (Met ingang van dienstregeling 2015 vervangen door DB Vareo)
- RB 38: Erft-Bahn, Köln Messe/Deutz - Bedburg / Düsseldorf Hbf (Per december 2017 gedeeld in Bedburg, rijdt met DB Talent en VIAS Lint)
- RB 55: Upland-Bahn, Brilon Wald – Willingen – Korbach 1 x 628.2 of 628.4, soms door Baureihe 646.2
- RB 94: Obere Lahntalbahn, Erndtebrück – Bad Laasphe – Marburg 1 x 628.2 of 628.4

- RB 37: Der Wedauer, Duisburg Hbf – Duisburg-Entenfang 1 x 628.4

### Rijnland-PaltsenSaarland
- RE 12: Eifel-Mosel-Express, Köln – Euskirchen – Gerolstein – Trier DB Regio Südwest 1 x 628.4, soms 2 x 628.4 of 3 x 628.4 (Treindienst is inmiddels overgenomen door Vareo
- RE 13: Mainz – Alzey DB Regio Südwest 628.9 & 629
- RB/RE 14: Lux-Express, Luxembourg – Wasserbillig – Trier (– Schweich) DB Regio Südwest, CFL 628
- RB 31: Mainz – Alzey DB Regio Südwest 628.9 & 629
- RB 33: Nahetalbahn, Mainz – Bad Kreuznach – Türkismühle DB Regio Südwest 628.4
- RB 35: Rheinhessenbahn, Worms – Alzey – Bingen (Rhein) Stadt DB Regio Südwest 628.4
- RB 44: MA-Friedrichsfeld – Mannheim – Ludwigshafen – Worms – Mainz DB Regio Südwest 628.2 & 628.4
- RB 45: Pfälzische Nordbahn, Neustadt – Bad Dürkheim – Feinsheim – Grünstadt – Monsheim DB Regio RheinNeckar 628.2 & 628.4
- RB 46: Eistalbahn, Frankenthal – Freinsheim – Grünstadt – Ramsen (– Eiswoog) DB Regio RheinNeckar 628.2 & 628.4
- RB 49: BASF-Werkzüge, Wörth (Rhein) / Kaiserslautern – Schifferstadt – Ludwigshafen Hbf – Ludwigshafen BASF DB Regio RheinNeckar 628.2 & 628.4
- RB 51: Pfälzische Maximiliansbahn, Neustadt – Landau – Winden – Wörth – Karlsruhe DB Regio RheinNeckar 628.2 & 628.4
- RB 52: Bienwaldbahn, Wörth (Rhein) – Lauterbourg (SNCF) DB Regio RheinNeckar 628.2 & 628.4
- RB 53: Pfälzische Maximiliansbahn, Neustadt – Landau – Winden – Wissembourg (SNCF) DB Regio RheinNeckar 628.2 & 628.4, alleen maandag – zaterdag
- RB 54: Kurbadlinie, Winden (Pfalz) – Bad Bergzabern DB Regio RheinNeckar 628.2 & 628.4
- RB 55: Queichtalbahn, Pirmasens – Landau DB Regio Südwest 628
- RB 56: Germersheim – Bellheim – Wörth (Rhein) DB Regio RheinNeckar 628.2 & 628.4
- RB 59: Bruhrainbahn, Germersheim – Philippsburg – Graben-Neudorf – Bruchsal DB Regio RheinNeckar 628.2 & 628.4
- RB 63: Nibelungenbahn, Worms – Bensheim DB Regio RheinNeckar 628.2 & 628.4
- RB 72: Fischbach-Illtal-Bahn, Lebach – Illingen – Saarbrücken DB Regio Südwest 1-2 x 628.4
- RB 77: Nied-Bahn, Niedaltdorf – Dillingen DB Regio Südwest 628.4
- RB 83: Eifel-Bahn, Gerolstein – Trier DB Regio Südwest 1-2 x 628.4 (Treindienst is inmiddels overgenomen door Vareo
- RB 92: Pellenz-Eifel-Bahn, Andernach – Mayen – Kaisersesch DB Regio Südwest gemoderniseerde 628.4
- RB 94: Moselweinbahn, Bullay – Traben-Trarbach DB Regio Südwest gemoderniseerde 628.4 Dit is niet meer actueel, daar hier sinds 14 december 2014 de motorrijtuigen van Rhenus Veniro rijden.
- RB 97: Daadetalbahn, Betzdorf – Daaden Westerwaldbahn 628.4

## Foto's

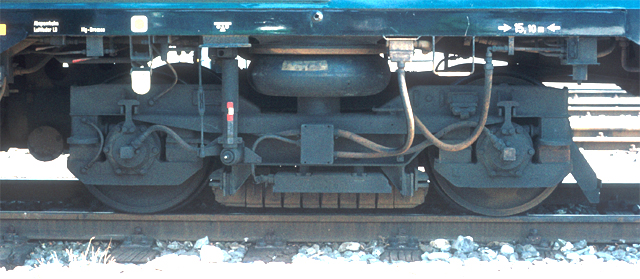
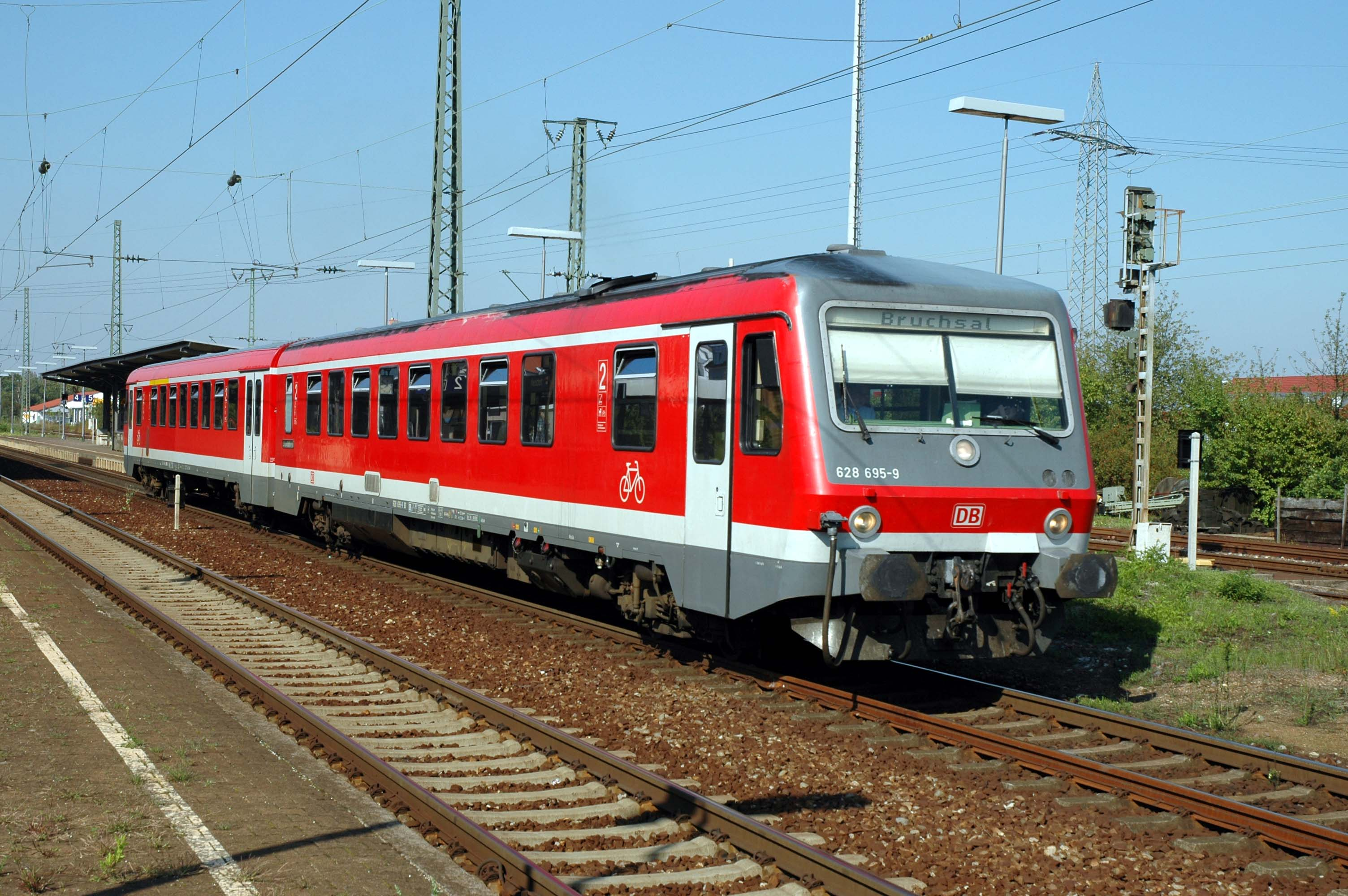
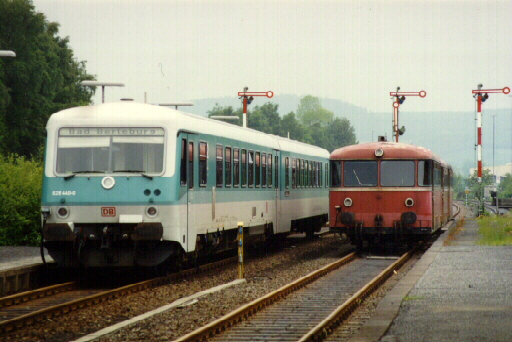
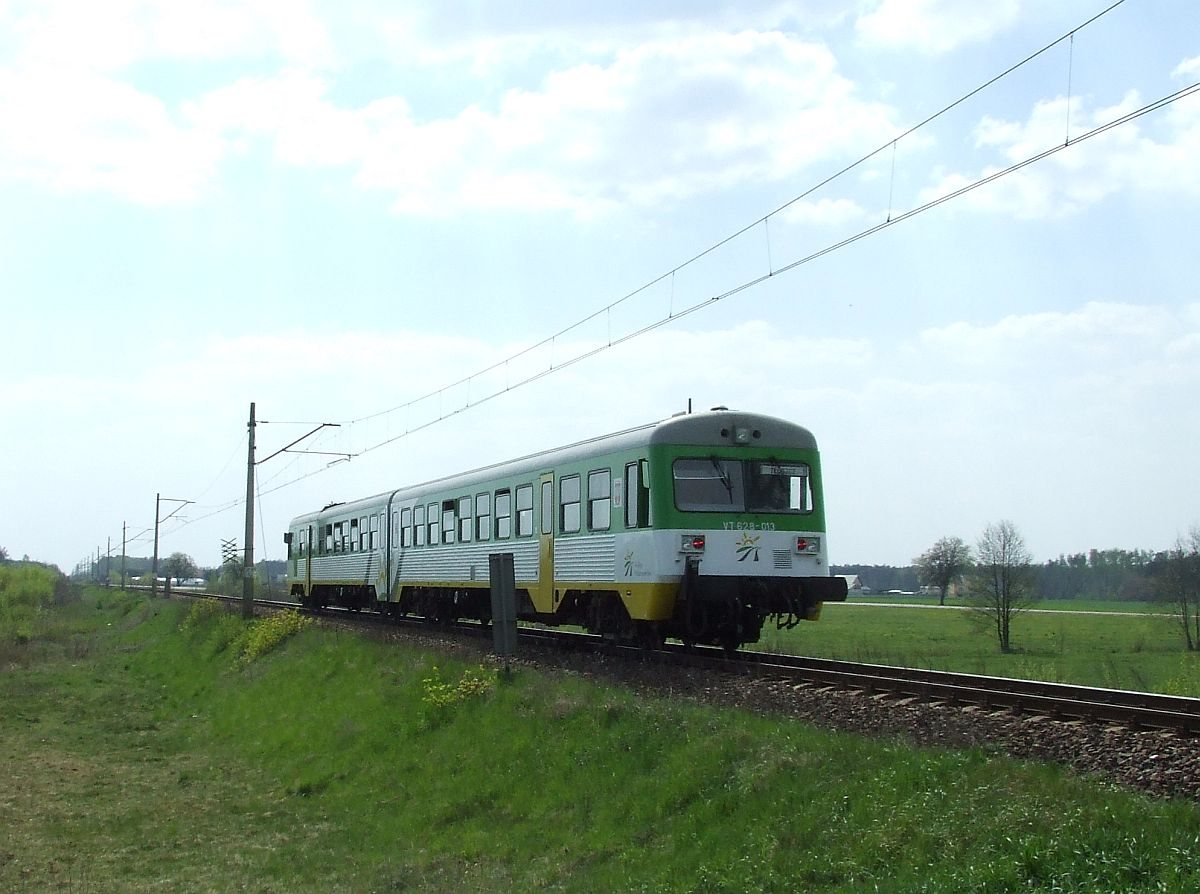
VT 628 van de Koleje Mazowieckie (KM).
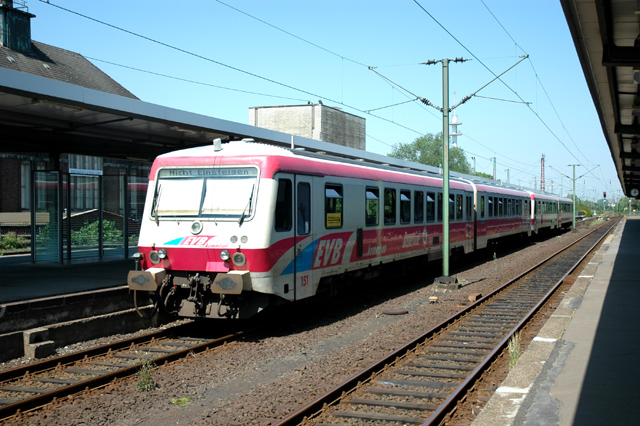
VT 150 van de Eisenbahnen und Verkehrsbetriebe Elbe-Weser GmbH (EVB).
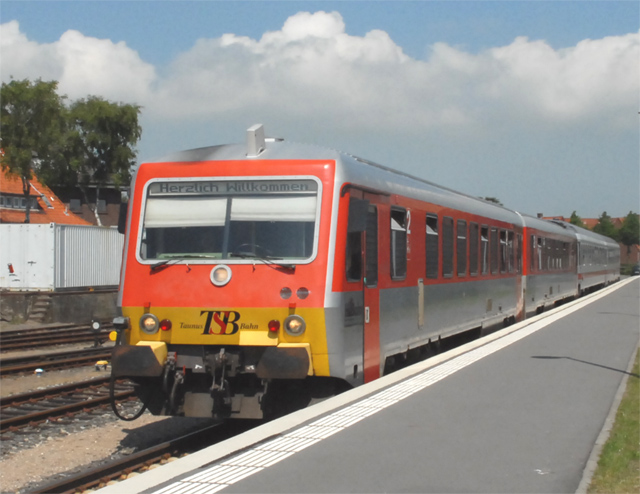
VT 71 op 24 mei 2009 te Niebüll met doorgaande rijtuigen naar Dagebüll
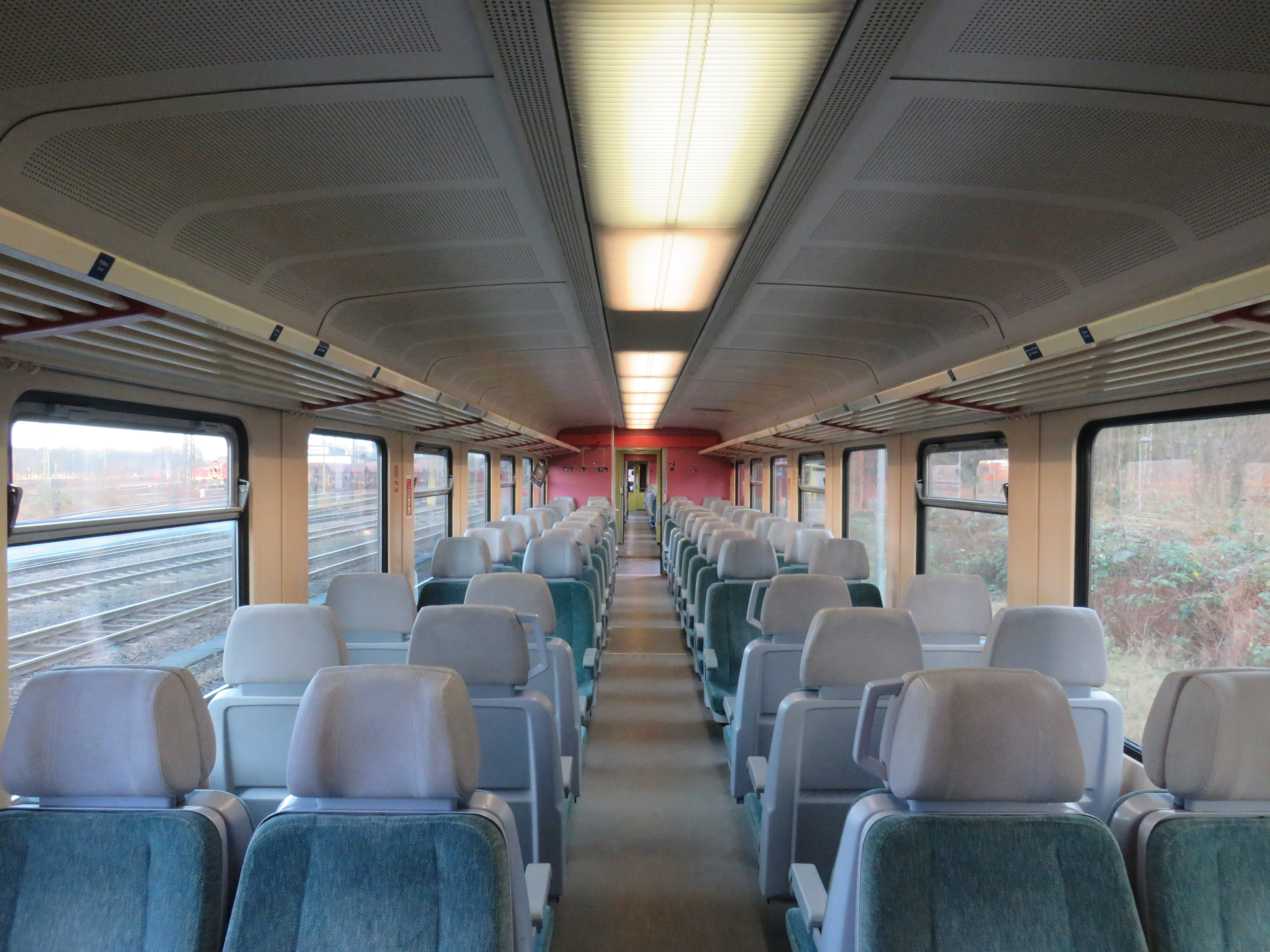
Tweede klas interieur van een BR 628

In dit overzicht staan eveneens treinen van de Deutsche Bundesbahn (DB) en van de Deutsche Reichsbahn (DR)